# Горички манастир
Горичкият манастир е мъжки манастир, посветен на Въведение Богородично, а параклисът му е посветен на Преображение Господне. Намира се североизточно от езерото Трихонида в гориста местност, откъдето и името му.  
Католиконът на манастира е кръстовидна изписана църква, издигната през XVI век, с изключение на параклиса, който е по-стар. Параклисът е построен през XI-XII век. През XVII век е построен притворът на католикона.
Най-старият запазен надпис в манастира датира от 1491 г. и се намира западно от южната врата. Надписът е на среднобългарски език.